# Policía de la Ciudad de Buenos Aires
La Policía de la Ciudad de Buenos Aires es la fuerza policial de seguridad de la Ciudad Autónoma de Buenos Aires (CABA). Fue creada por la Ley 5688/16  del Sistema Integral de Seguridad Pública sancionada el 17 de noviembre de 2016. Comenzó a operar el 1 de enero de 2017.

## Organización

### Estructura.
La estructura está compuesta por 8 superintendencias, 8 direcciones autónomas y el departamento Aviación Policial de la Ciudad.
Superintendencias
1. Superintendencia de Seguridad Comunal
2. Superintendencia de Investigaciones
3. Superintendencia de Violencia Familiar y de Género
4. Superintendencia de Policía Científica
5. Superintendencia de Operaciones
6. Superintendencia de Protección de Barrios
7. Superintendencia de Lucha contra el Cibercrimen
8. Superintendencia de Orden Urbano
9. Superintendencia de Tránsito y Transporte

Direcciones Autónomas
1. Dirección de Protección y Seguridad Gubernamental
2. Dirección Planeamiento y Asignación Policial
3. Dirección Asuntos Jurídicos
4. Dirección Secretaria General
5. Dirección Desempeño Profesional
6. Dirección Servicios Complementarios
7. Dirección Análisis y Monitoreo Delictual
8. Dirección de Coordinación y Enlace con ISSP

#### Departamento Aviación Policial
El Departamento de Aviación de la Policía de la Ciudad de Buenos Aires es el escuadrón aéreo de esta fuerza policial. Cuenta con aeronaves multipropósito para funciones sanitarias, transporte VIP, búsqueda, patrullaje, rescate y operaciones tácticas. Su base operativa es el Helipuerto Baires Madero. 
La lista de helicópteros utilizados por el Departamento de Aviación es la siguiente:
- LQ-ARV MBB Bo 105 Helicóptero ex H7 de la PFA. Fue transferido en el año 2016 desde la Policía Federal.
- LQ-WFO MBB Bo 105 Helicóptero ex H8 de la PFA. Fue transferido en el año 2016 desde la Policía Federal.
- LQ-CQN Airbus Eurocopter EC135 T2+. Helicóptero ex H12 de la PFA. Este EC135 fue adquirido en 2009 por la PFA. Fue transferido en el año 2016 desde la PFA a la Policía de la Ciudad de Buenos Aires.

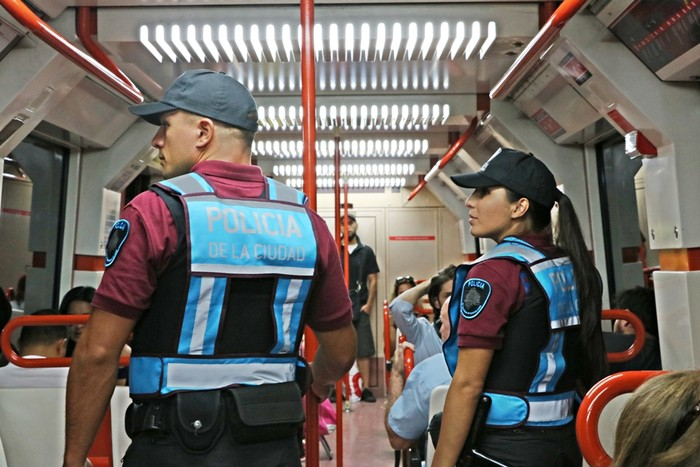
Policía de la Ciudad en el Subte de Buenos Aires

#### Departamento Fuerzas Especiales
El Departamento Fuerzas Especiales de la Policía de la Ciudad cuenta con cinco divisiones: 
- División Logística
- División Negociaciones y Análisis Táctico
- División Centro de Especialidades
- División de Operaciones Especiales (DOE)
- División K9

#### Departamento Escuadrón Antibombas
El Departamento Escuadrón Antibombas de la Policía de la Ciudad cuenta con 3 divisiones: 
- División Desactivación
- División Centro de Formación y Entrenamiento Antibombas
- División Pericias y Técnicas para la Mitigación de Explosivos

#### Departamento Táctico Motorizado
El Departamento Táctico Motorizado de la Policía de la Ciudad cuenta con 2 divisiones:
- División Grupo de Acción Motorizada
- División Unidades de Saturación y Detención

### Grados
El Escalafón General Policial se organiza en una categoría única, un cuadro de oficiales que cuenta con los siguientes grados, integrado por personal con estado policial:
Oficiales Superiores:
- Comisario General
- Comisario Mayor
- Comisario Inspector

Oficiales de Dirección:
- Comisario
- Subcomisario

Oficiales Supervisores:
- Principal
- Inspector

Oficiales Operativos
- Oficial Mayor
- Oficial Primero
- Oficial

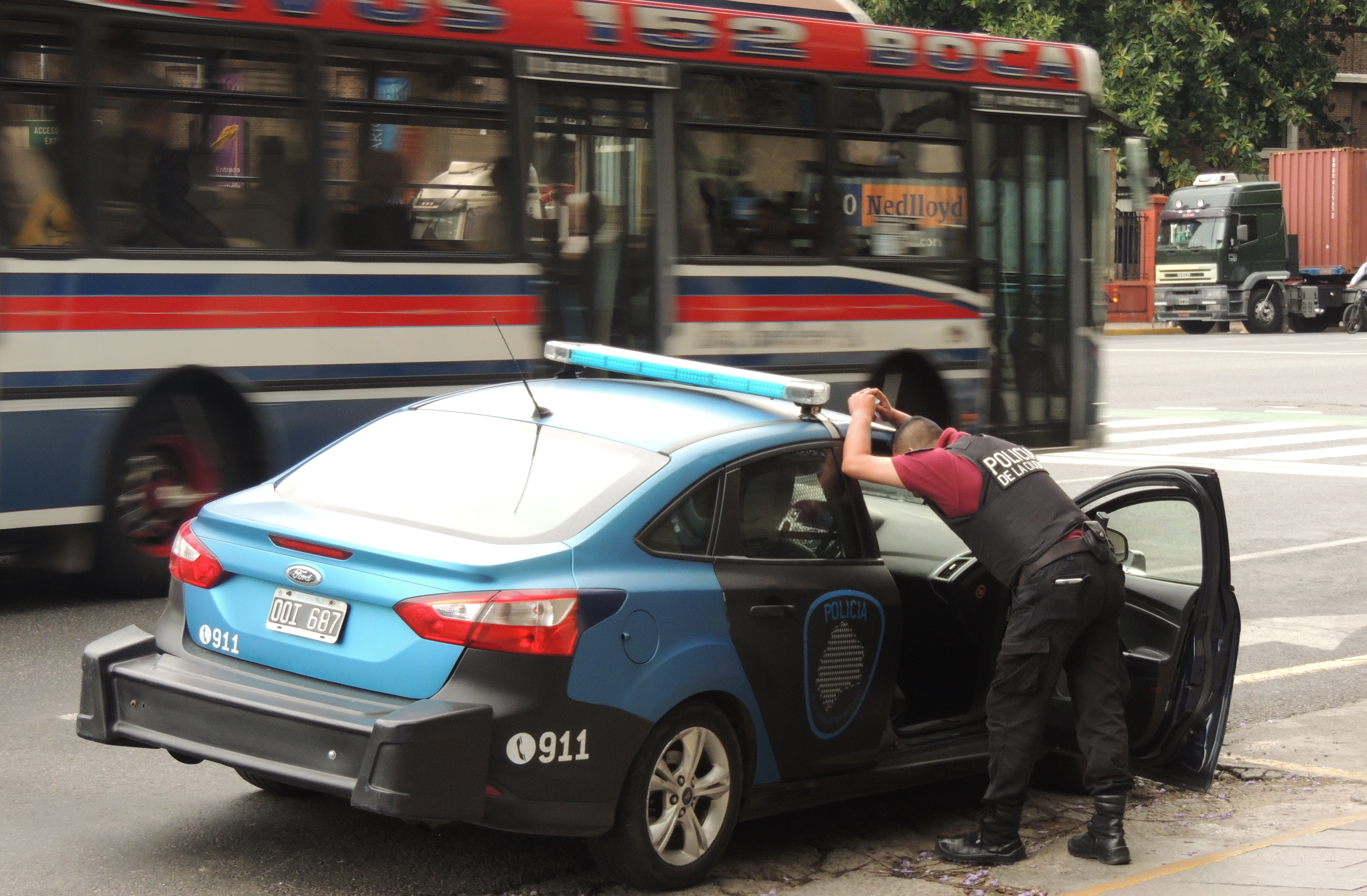
Patrullero y efectivo de la Policía de la Ciudad de Buenos Aires sobre Avenida del Libertador

No obstante, en este escalafón también se creó el grado transitorio de Oficial Ayudante que se halla jerárquicamente inmediatamente por debajo del grado Oficial y donde se encuentran la totalidad de los Agentes de la Policía Federal Argentina transferidos a la Policía de la Ciudad y, por otro lado, el escalafón Grupo Auxiliar de Oficiales Superiores (G.A.O.S.) compuesto por los Suboficiales Mayores, Suboficiales Auxiliares y Suboficiales Escribientes de la P.F.A. también transferidos a esta policía. Ambos escalafones transitorios dejaran de existir una vez haya ascendido a Oficial el último Oficial Ayudante y se haya retirado el último Oficial del Escalafón G.A.O.S.
Siendo esto así, se suprimen las categorías de Agentes y Suboficiales, y se establece una sola carrera, como en los países de habla inglesa, la Policía de Seguridad Aeroportuaria, y como en la Policía de la provincia de Santa Fe.

## Equipamiento

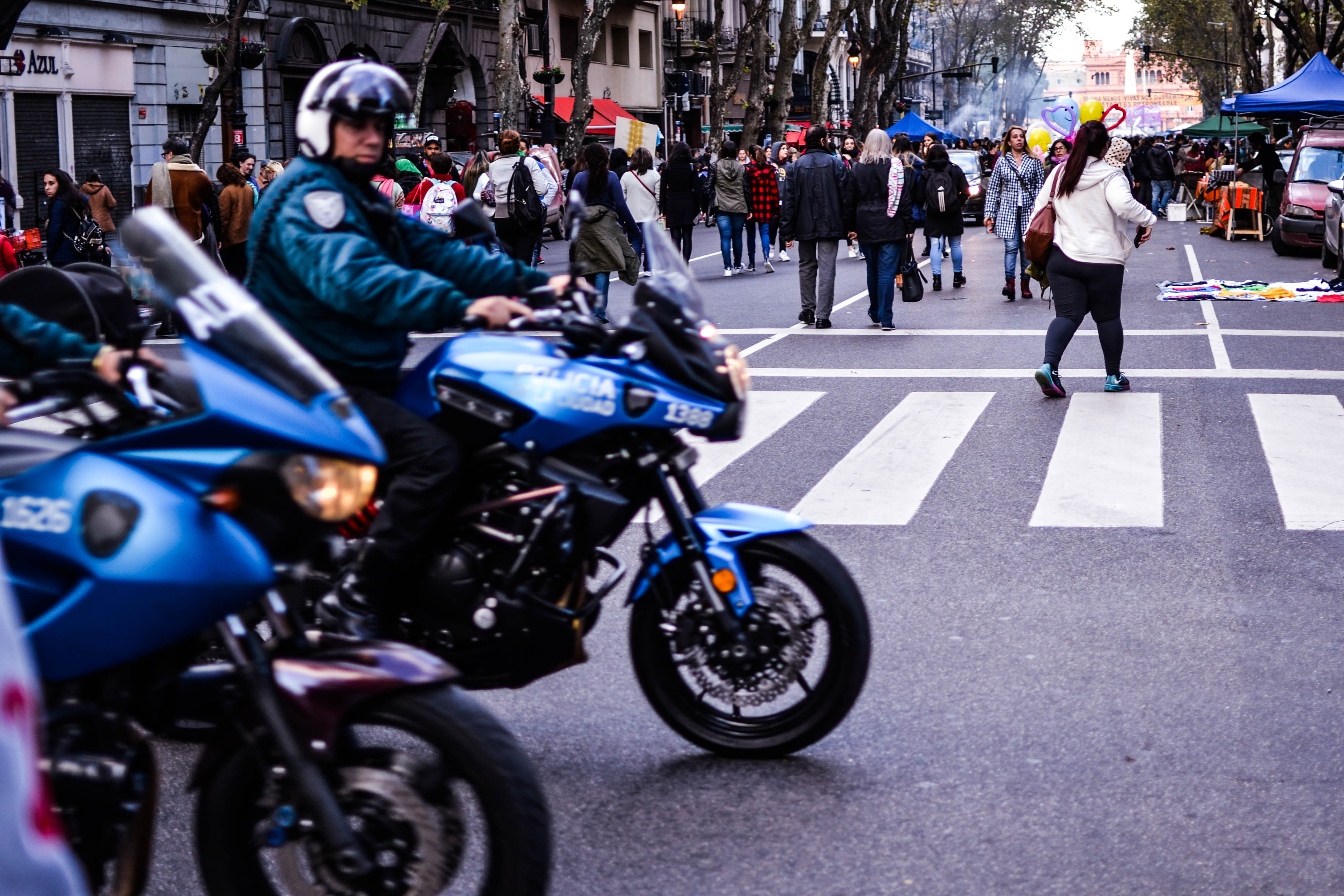
Efectivos del Departamento Motorizada de la Policía de la Ciudad a bordo de motocicletas Kawasaki Versys 650cc

### Armamento
- Beretta PX4 Storm
- FN Browning GP-35
- Bersa Thunder 9
- SIG Sauer 1911
- Benelli M3
- Mossberg 500
- SIG Sauer SIG516
- SIG Sauer MPX

### Patrullas
- Ford Focus III [8]
- Peugeot 408[9]
- Nissan Frontier
- Chevrolet S10
- Ford Ranger[10]
- Toyota Corolla
- Kawasaki Versys 650
- Kawasaki Versys 1000
- KTM Duke 390
- Yamaha TDM900
- BMW F750GS
- Honda Tornado

### Helicópteros
- 2 MBB Bo 105
- 1 Eurocopter EC135

## Jefes
| N.º | Jefe/a                  | Subjefe/a                         | Periodo                                        | Jefe de Gobierno          |
| --- | ----------------------- | --------------------------------- | ---------------------------------------------- | ------------------------- |
| 1   | José Pedro Potocar      | Carlos Arturo Kevorkian           | 3 de enero de 2017 - 12 de mayo de 2017        | Horacio Rodríguez Larreta |
| 2   | Carlos Arturo Kevorkian | Gabriel Oscar Berard              | 27 de diciembre de 2017 - 17 de agosto de 2018 | Horacio Rodríguez Larreta |
| 3   | Gabriel Oscar Berard    | Oscar Enrique Cejas Pedro Carnero | 27 de mayo de 2019 - 12 de diciembre de 2023   | Horacio Rodríguez Larreta |
| 4   | Diego Kravetz           | Oscar Antonio Passi               | 12 de diciembre de 2023 - 31 de mayo de 2024   | Jorge Macri               |
| 5   | Pablo Luis Kisch        | Guillermo Azzolina                | 31 de mayo de 2024 - 24 de diciembre de 2024   | Jorge Macri               |
| 6   | Diego Ariel Casaló      | Carla Mangiameli                  | 27 de diciembre de 2024 - en el cargo          | Jorge Macri               |

## Formación y capacitación
El personal de la Policía de la Ciudad se forma y capacita en el Instituto Superior de Seguridad Pública (ISSP). Este Instituto es un ente autárquico que depende orgánica y funcionalmente del Ministerio de Justicia y Seguridad de la Ciudad Autónoma de Buenos Aires a cargo del Ministerio de Justicia y Seguridad.
Dicho instituto forma a los futuros Oficiales de la fuerza en diversas áreas específicas, sujetos a un intensivo régimen disciplinario, siendo este instituto uno de los más prestigiosos de América Latina. La carrera de formación en la que cadetes se entrenan para la ocupación policial tiene una duración de dos años. Los cadetes que egresan obtienen el grado de oficial de la Policía de la Ciudad.